# Grote of Sint-Gertrudiskerk (Workum)
De Grote of Sint-Gertrudiskerk in de Friese plaats Workum is een driebeukige hallenkerk.

## Beschrijving
De laatgotische kerk van Workum ontstond eind 15e eeuw (1480) door uitbreiding met een koor van de eenbeukige voorganger van deze kerk.. Deze kerk was gewijd aan de heilige Gertrudis, dochter van Pepijn de Oudere. Kort hierna werden ook transept gebouwd. Rond 1515 werd begonnen met de vervanging van het oude eenbeukige schip door het huidige driebeukige hallenschip. Het werk ondervond stagnatie in deze voor Friesland onrustige periode vanwege de strijd tussen de Schieringers en de Vetkopers. In 1523 werden de werkzaamheden hervat. Uiteindelijk besloot men in 1560 het westelijk gedeelte van het schip niet af te bouwen. Dit onvoltooide gedeelte werd tot de restauratie van 1939-1951 afgesloten met een houten westgevel. Bij deze restauratie zijn delen van het oorspronkelijke interieur verloren gegaan. Tegen de zuidoostelijke zijde werd tussen koor en transept een sacristie gebouwd, die tevens dienst heeft gedaan als de Latijnse School van Workum.
De vrijstaande kerktoren werd eveneens na 1523 gebouwd, maar bleef ook onvoltooid. Wel werd in 1613 een bekroning met een uivormige koepel op de tweede geleding van de toren aangebracht. In de toren hangen drie luidklokken. De grootste klok werd in 1699 gegoten door Gerhart Schimmel en weegt 3089 kilo. De middelste klok werd in 1616 gegoten door Henricus Wegwart en weegt 2105 kilo. In 2020 werd er een derde klok toegevoegd gegoten door de Gebroeders Rincker en weegt ca. 1300 kilo. In 2007 brak van een van deze klokken de gietijzeren klepel af. Het renaissance-koorhek is in 1569 gemaakt door Claes Thiebbes, de barokke preekstoel dateert uit 1718 en is vervaardigd door Gerbrandus van der Haven. Op deze preekstoel zijn vijf Bijbelse voorstellingen afgebeeld. Bij de restauratie in de periode 1939 tot 1951 heeft ook de beeldhouwer Tjipke Visser uit Workum beeldhouwwerk voor de kerk vervaardigd, waaronder een doopvont met Bijbelse voorstellingen.
Het kerkorgel werd in 1697 gebouwd door Jan Harmensz. Camp, die ook een aandeel had in de bouw van het orgel van de Grote Kerk van het naburige Hindeloopen. Het tweeklaviers instrument met 19 registers bestaat uit hoofdwerk, rugpositief en aangehangen pedaal en is in 1981 gerestaureerd door de orgelbouwersfirma Flentrop. De kerk heeft ook een kabinetorgel, dat in 1784 is vervaardigd door Pieter Künckel en van 1934 tot 2005 in de voormalige Eikstraatkerk in Hoorn heeft gestaan. Het heeft twee klavieren, 11 registers en een aangehangen pedaal.
In het interieur van de kerk bevinden zich oude grafzerken (waarvan de oudste uit 1523 dateert), rouwkassen en een reeks beschilderde gildebaren, afkomstig uit Workum en één uit Hindeloopen. Op deze baren worden de activiteiten uitgebeeld van de schippers, grootschippers, apothekers, chirurgijns, landbouwers, zilversmeden en timmerlieden.
De kerk, de sacristie (Latijnse school) en de toren zijn erkend als rijksmonument. In 2010 werd het dak (kapconstructie en leibedekking) en de glas-in-loodramen gerestaureerd.

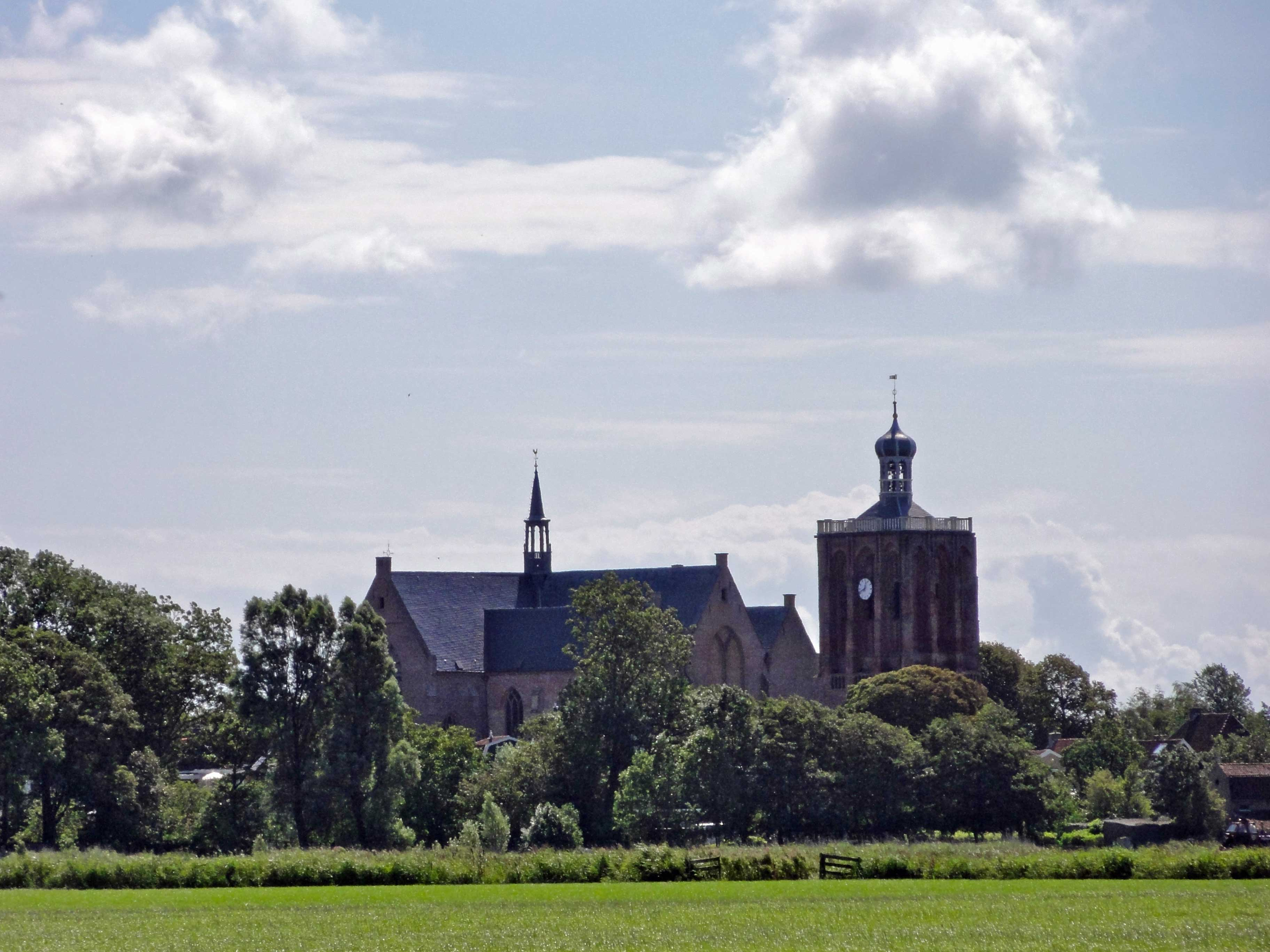
De kerk gezien vanaf het kerkenpad, de Tillefonne (2011)
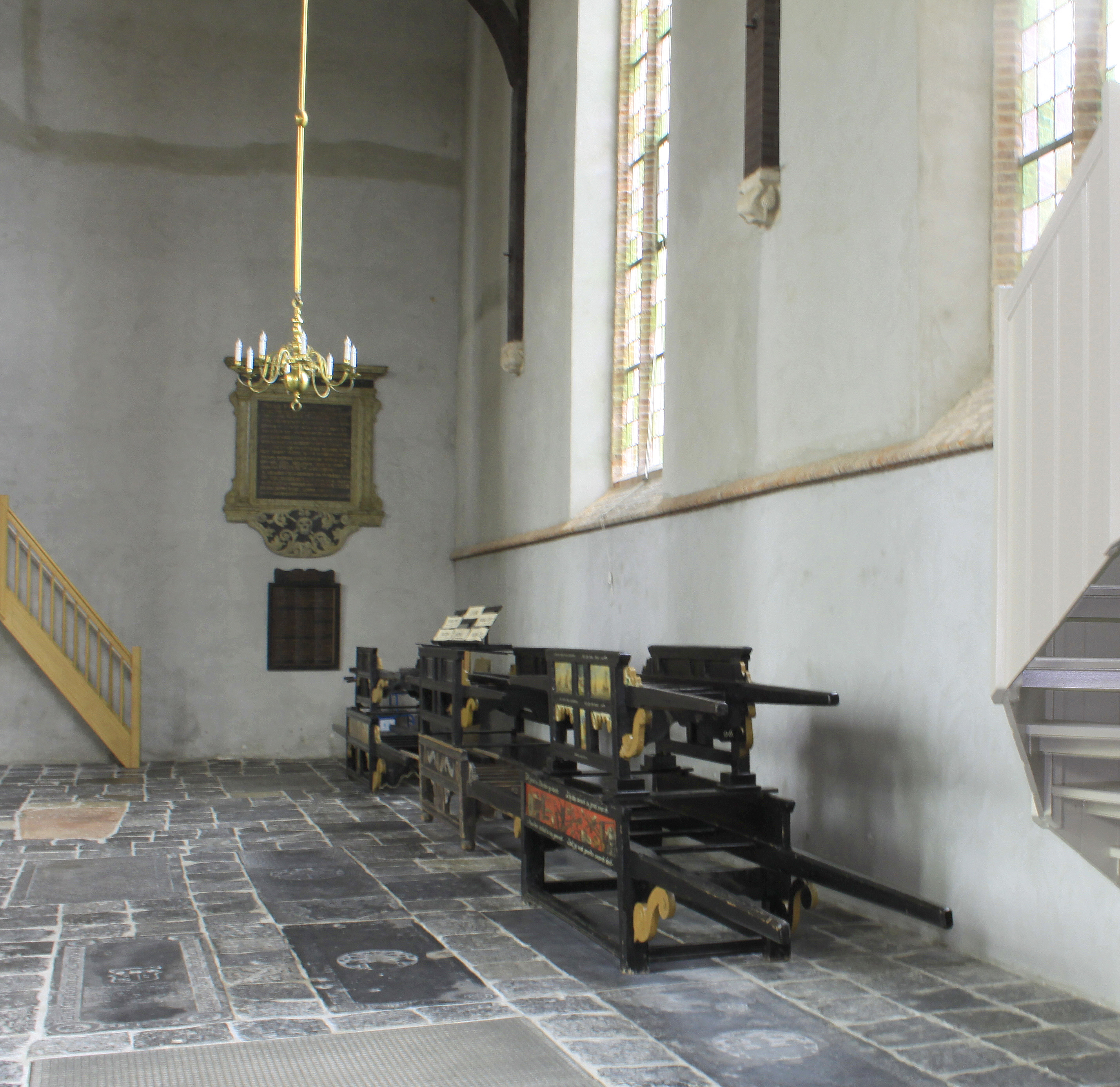
Interieur met Gildebaren
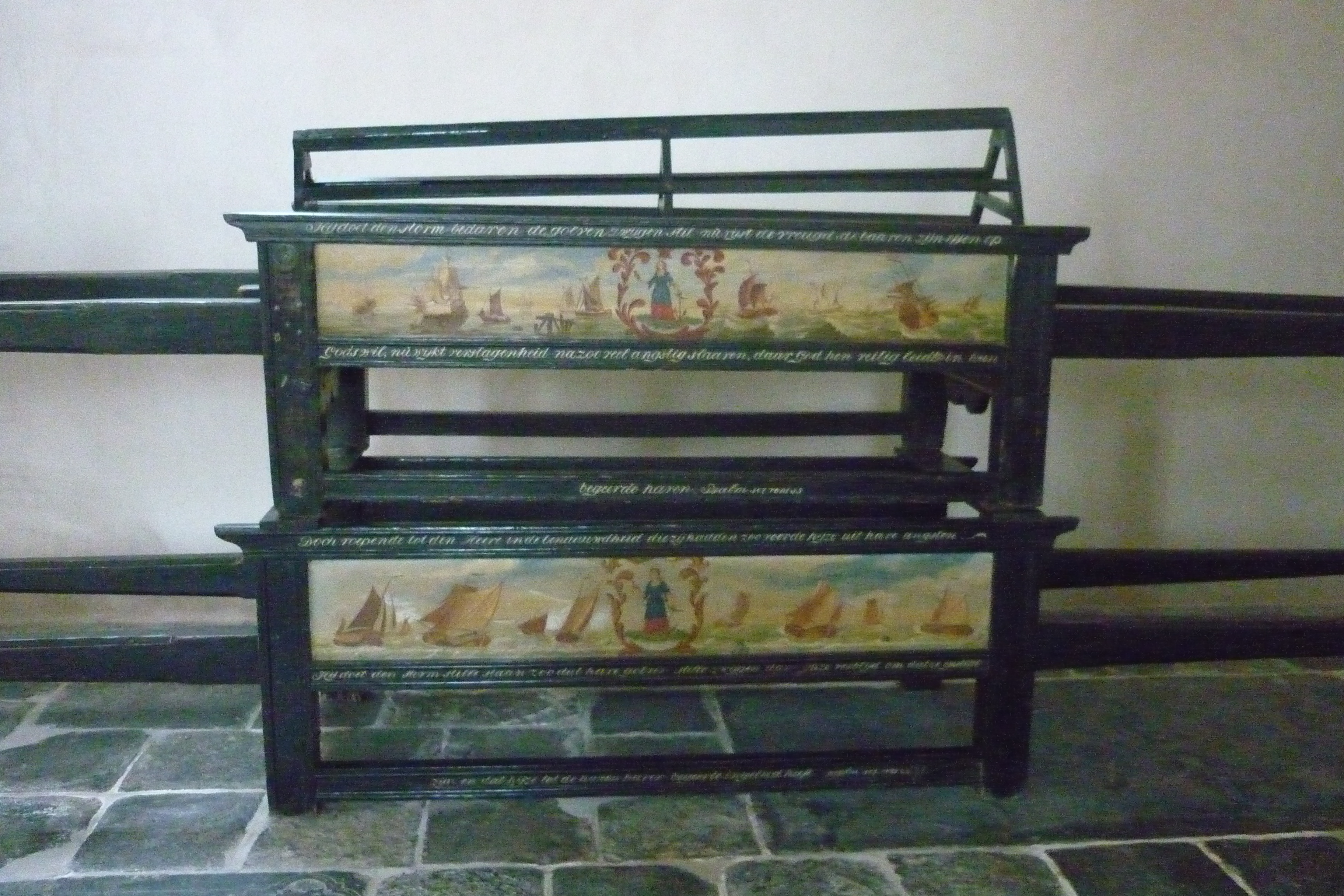
Gildebaren
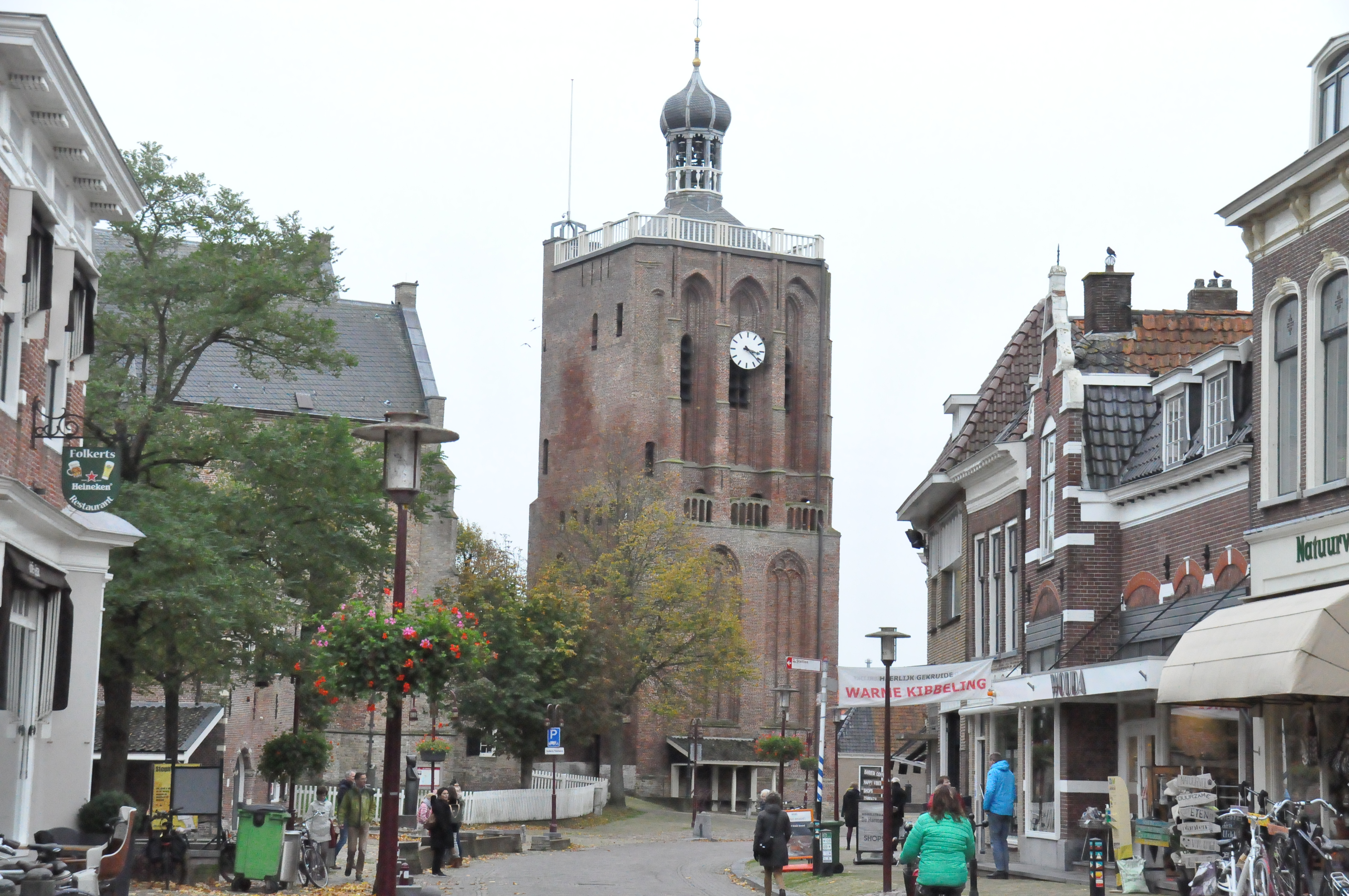
De Klokkentoren van De Grote of Sint-Gertrudiskerk vanaf Het Jopie Huisman Museum